# Hitvalló Szent Theophanész
Hitvalló Szent Theophanész (ógörögül: Θεοφάνης Ὁμολογητής, latinul: Theophanes Isauricus vagy Confessor), (758 – 817. március 12.) középkori bizánci szerzetes, krónikaíró.

## Élete és műve
Konstantinápolyban született, ahol felnőve több udvari hivatalt is viselt. Később egy bithüniai kolostor apátjaként működött. A képrombolás idején Theophanész a képtisztelők köre mellett tartott ki, ezért V. León bizánci császár Szamothráké szigetére küldte száműzetésre. Theophanész itt is hunyt el nem sokkal később. Életrajzát I. Metód konstantinápolyi pátriárka († 847) írta meg. Az ortodox egyház Theophanészt szentként tiszteli, és emléknapját március 12.-én üli.
Történeti műve Krónika (Χρονογραφία - Kronográfia) címen maradt fenn, és Diocletianus római császár trónralépésétől (284-től) I. Mikhaél bizánci császár letételéig (813-ig) tartó éveket öleli fel, egyben a bizánci történetírás egyik legkiválóbb alkotása. Bár valószínűleg nem ő az igazi szerző (sőt személyének létezését is kétségbe vonták). Az elismert bizantinológus, Cyril Mango szerint Theophanész csak kis mértékben járult hozzá a műhöz, inkább csak javításokat, kiegészítéseket végzett Geórgiosz Szünkellosz korábban összeállított munkáján, amelyet betegsége miatt adott át neki.
A műnek fennmaradt egy további 6 kötetből álló folytatása, amely egészen a 961-es évig tart. Ezt több névtelen szerzetes készítette (őket Theophanes Continuatus, vagyis Theofanészt követőknek neveznek) akik Konstantin császár utasítására folytatták a munkát.

## Személye aRégi tudós világ históriájában
Budai Ézsaiás teológus és történetíró a Régi tudós világ históriája című 1802-es, Debrecenben megjelent nagy tudós-lexikonában a következőket írja Theophanészről:

„
THEOPHANES ISAACIUS, született 784-benn; meghólt 817-benn. A’ képek tiszteletéről való villongásokbann, melynek nagy ótalmazója vólt, sok viszontagságokonn ment által. Utóljára 815-benn, Leo Armenius Tsászár, Samothraciába számkivetésbe küldötte, és ugyan ott hólt meg. A’ Syncellus Kronikáját 285-től fogva, 813-ig folytatta, a’ Pólgári és Ekklésiai Históriát egybekötvénn; de jó rend nékül.
”

## Művei magyarul
- részletek INː (szerk.) Simon Róbert – Székely Magda – Dimitriosz Hadziszː A bizánci irodalom kistükre, Európa Könyvkiadó, Budapest, 1974, ISBN 963-07-0345-9, 95–115 p